# Elateropsis nigripes
Elateropsis nigripes är en skalbaggsart som först beskrevs av Fisher 1941.  Elateropsis nigripes ingår i släktet Elateropsis och familjen långhorningar. Inga underarter finns listade i Catalogue of Life.